# Хотан (река)
Хотан (кит. упр. 和田河, пиньинь Hétián hé) — река в Синьцзян-Уйгурском автономном районе Китая, в Кашгарии, правый приток Тарима. Средний расход воды по выходе из гор 120 м³/с.
Образуется слиянием рек Каракаш и Юрункаш, берущих начало на западе Куньлуня. Длина от истока реки Каракаш 1035 км, площадь водосборного бассейна 43 600 км². Пересекает пустыню Такла-Макан в широкой долине, поросшей тугайным редколесьем. Большая часть стока используется на орошение Хотанского оазиса. В пределах пустыни Такла-Макан русло Хотана наполняется водой только во время половодья (июль — август). В засушливые годы воды Хотана не доходят до Тарима.